# Ungersheim

Ungersheim este o comună în departamentul Haut-Rhin din estul Franței. În 2009 avea o populație de 2.014 de locuitori.

## Evoluția populației
| An        | 1975  | 1982  | 1990  | 1999  | 2006  | 2009  |
| --------- | ----- | ----- | ----- | ----- | ----- | ----- |
| Populație | 1.280 | 1.430 | 1.457 | 1.633 | 1.947 | 2.014 |